# Colpotrochia quitora
Colpotrochia quitora là một loài tò vò trong họ Ichneumonidae.